# Vestre Hestholmen
Vestre Hestholmen est une île dans le landskap Sunnhordland du comté de Vestland. Elle appartient administrativement à Øygarden.

## Géographie
Rocheuse et couverte d'arbres, elle s'étend sur environ 166 m de longueur pour une largeur approximative de 74 m.